# Zinowiewia revoluta
Zinowiewia revoluta är en benvedsväxtart som beskrevs av C.L. Lundell. Zinowiewia revoluta ingår i släktet Zinowiewia och familjen Celastraceae. Inga underarter finns listade.